# Deutsche Werbe- und Anzeigengesellschaft

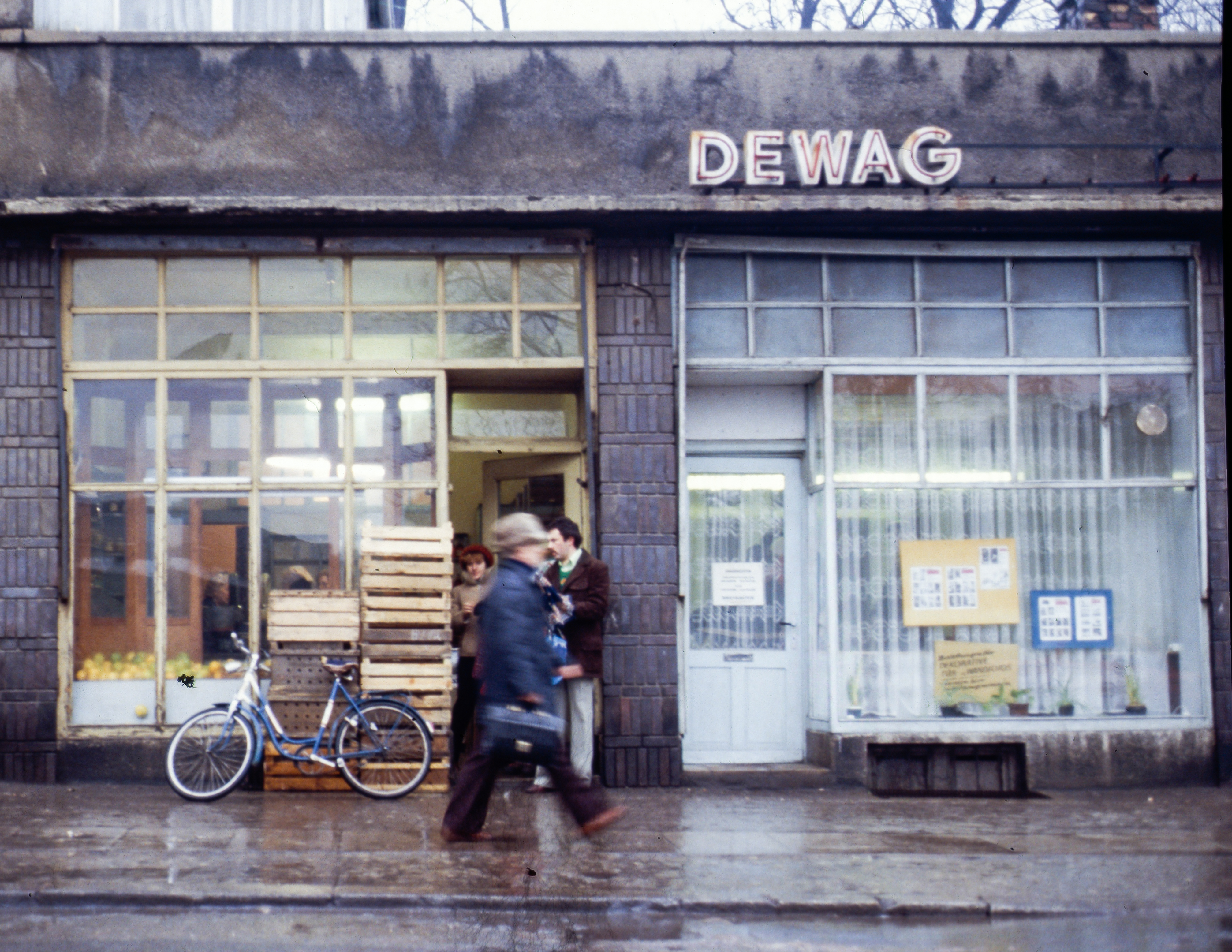
DEWAG-Filiale (rechts) in Merseburg (Bahnhofstraße), um 1980

Die Deutsche Werbe- und Anzeigengesellschaft, kurz DEWAG, war ein SED-eigener Monopolbetrieb für die Werbung in der DDR, die für Werbung sowie öffentliche Informationstafeln und -plakate verschiedener Art zuständig. Die Zentrale hatte ihren Sitz in Berlin, und in jeder der 14 Bezirksstädte gab es eine Niederlassung. Die DEWAG wurde nach Erteilung der SMAD-Lizenz am 1. Oktober 1945 von der KPD in Dresden gegründet und 1990 aufgelöst. Rechtlich war die DEWAG ein Parteibetrieb und gehörte zum Vermögen der SED. Politisch unterstand sie unmittelbar der Abteilung Agitation des ZK der SED, die auch über Inhalt und Prioritäten bei der politischen Werbung befand. Zugleich war sie dem Ministerrat insofern unterstellt, als dieser bei der Verwirklichung von Regierungsbeschlüssen – in Abstimmung mit dem ZK – auch über durchzuführende Werbemaßnahmen verfügte.

## Direktoren bzw. Generaldirektoren
- 1950–1959: Alfred Adolph
- 1959–1974: Ulrich Osche
- 1974–1990: Manfred Böttcher